# Crimezone Thriller Awards
De Crimezone Thriller Award (de eerste jaren ook bekend onder de naam Zilveren Vingerafdruk) was een Nederlandse publieksprijs voor de beste thriller van het jaar in de categorieën Nederlandstalig, Buitenland en Debuut. De prijs werd in 2002 in het leven geroepen door thrillersite Crimezone.nl en was toen de enige publieksprijs voor het thrillergenre. De verkiezing vond jaarlijks plaats in december. Er kon gestemd worden op alle boeken die waren verschenen in een boekenjaar dat liep van 1 september tot 1 september. De prijzen werden elk jaar begin februari uitgereikt. Sinds 2014 maken deze prijzen deel uit van de Hebban Awards, als de Hebban Thrillerprijs.

## Lijst van winnaars
Winnaars van de Crimezone Thriller Award in de categorie Nederlandstalig:
| Jaar | Boek                 | Auteur               |
| ---- | -------------------- | -------------------- |
| 2013 | Bloedlijn            | Corine Hartman       |
| 2012 | De vriend            | Charles den Tex      |
| 2011 | Als de dood          | Corine Hartman       |
| 2010 | Op klaarlichte dag   | Simone van der Vlugt |
| 2009 | Blauw water          | Simone van der Vlugt |
| 2007 | Close-up             | Esther Verhoef       |
| 2006 | Rendez-vous          | Esther Verhoef       |
| 2005 | Dood van een soldaat | Johanna Spaey        |
| 2004 | De eetclub           | Saskia Noort         |
| 2003 | Pandora              | Pieter Aspe          |
| 2002 | De vijfde macht      | Pieter Aspe          |

Winnaars van de Crimezone Thriller Award in de categorie Buitenland:
| Jaar | Boek                        | Auteur          |
| ---- | --------------------------- | --------------- |
| 2012 | Het stille meisje           | Tess Gerritsen  |
| 2011 | Gevallen                    | Karin Slaughter |
| 2010 | De gekwelde man             | Henning Mankell |
| 2009 | Versplinterd                | Karin Slaughter |
| 2007 | Onaantastbaar               | Karin Slaughter |
| 2005 | Terugkeer van de dansleraar | Henning Mankell |
| 2004 | De Da Vinci Code            | Dan Brown       |
| 2003 | De verborgen glimlach       | Nicci French    |
| 2002 | De bewoonde wereld          | Nicci French    |

Winnaars van de Crimezone Thriller Award in de categorie Debuut:
| Jaar | Boek                   | Auteur               |
| ---- | ---------------------- | -------------------- |
| 2013 | IV                     | Arjen Lubach         |
| 2012 | Waarheen je ook vlucht | Elizabeth Haynes     |
| 2011 | Voor ik ga slapen      | S.J. Watson          |
| 2010 | Spoorloos              | Jane Casey           |
| 2005 | De schaduw van de wind | Carlos Ruiz Zafón    |
| 2004 | De reünie              | Simone van der Vlugt |